# Font de Mur
La Font de Mur és una font del terme municipal de Castell de Mur, en territori del mateix castell de Mur, de l'antic municipi de Mur.
Està situada a 847 m d'altitud, a sota i al nord del camí de Miravet, uns 700 metres a l'oest-nord-oest del castell de Mur.